# 沃爾什 (伊利諾伊州)
沃爾什（英語：Walsh）是位於美國伊利諾伊州蘭道夫縣的一個非建制地區。該地的面積和人口皆未知。

## 地理
沃爾什的座標為38°05′22″N 89°51′03″W / 38.08944°N 89.85083°W，而該地的平均海拔高度為146米（即479英尺）。